# Нагурське
Нагу́рське (рос. Нагу́рское) — військове поселення[джерело?], місце розташування бази прикордонної служби ФСБ Росії «Нагурське» і військової бази Арктичний трилисник, найпівнічніший аеродром Росії. Розташований в північній частині острова Земля Олександри архіпелагу Земля Франца-Йосифа. Названий на честь російського полярного льотчика польського походження Я. Й. Нагурського.
У 1980-х роках селище об'єднувало полярну станцію «Нагурська» під керівництвом відомого полярника Е. І. Земелькіна і кілька військових і наукових містечок (прикордонна застава, комендатура, частина ППО СРСР (в/ч 03184) і ін.). У 1990-ті роки більшість об'єктів було закрито. Полярна станція була замінена на автоматичний метеорологічний комплекс.
У 2008 році інфраструктура прикордонної бази була оновлена, в складі нового містечка для прикордонників були побудовані адміністративно-житловий корпус площею 5000 м², гараж, енергоблок, склад ПММ, споруди водопроводу та каналізаційної системи.
Аеродром «Нагурське» увійшов до числа 13 аеродромів, які мають бути відновлені для використання у зв'язку зі створенням 1 грудня 2014 року Об'єднаного стратегічного командування «Північ».

## Розташування
Нагурське розташоване на крайньому північному сході острова Земля Олександри архіпелагу Земля Франца-Йосифа, за 1000 кілометрів на північ від найближчого материка. Адміністративно Нагурське відноситься до Архангельської області.

## Клімат
Клімат в районі Нагурського суворий арктичний, стійкого переходу температури повітря через 0 градусів немає. За багаторічними даними, середня річна температура повітря дорівнює -11,8 С. Найтеплішим місяцем є липень із середньомісячною температурою +0,9 С, найхолоднішим — березень з температурою -23,3 С. Абсолютний максимум температури +13,0 С, мінімум -54,0 С. Середня річна відносна вологість повітря становить 88 %. Протягом року на станції випадає 295 мм опадів. Переважають вітру південного напрямку. Середня багаторічна швидкість вітру складає 5,6 м/сек. Стійкий сніговий покрив утворюється 13 вересня, остаточне його танення відбувається 13 липня. Літо коротке, холодне і сире.
Нагурське розташоване за полярним колом, полярний день триває з 11 квітня по 31 серпня.

## Історія

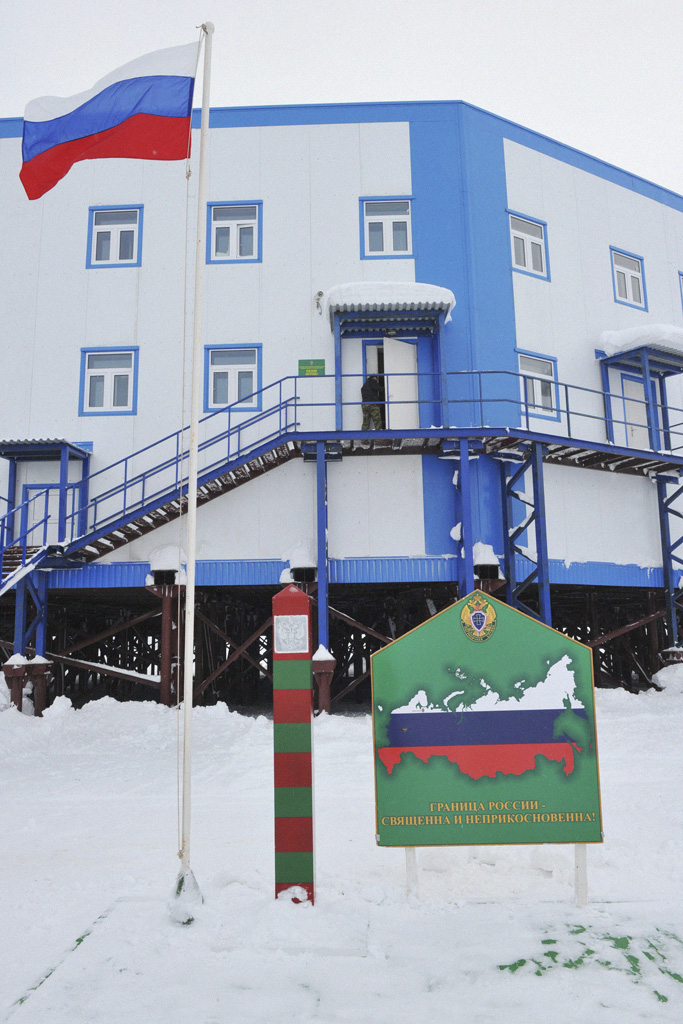
Прикордонна завтава «Нагурська»

Полярна станція Нагурська отримала свою назву від однойменної авіабази, місце для якої вибрав в 1947 році начальник полярної авіації Герой Радянського Союзу Мазурук І. П. Першим начальником авіабази став льотчик Курочкін.
Під час Німецько-радянської війни за 100 км від майбутньої авіабази в західній частині острова Земля Олександри діяла німецька метеостанція, названа «Шукач скарбів», а також база відстою і дозаправки підводних човнів. Метеостанція була відкрита в рамках проєкту під кодовою назвою «Вундерланд» («Країна чудес») в 1943 році й пропрацювала аж до липня 1944 року. Її залишки виявив в 1947 році полярний льотчик Мазурук Ілля Павлович, підшукуючи на острові місце для арктичної авіабази. Радіометеостанція розміщувалася в капітальних будинках-бліндажах з подвійними стінами, плексигласовими вікнами, з замаскованими під сніг білими дахами.
У 1951 році під час обльоту Землі Олександри група радянських полярних льотчиків за участю штурмана Аккуратова виявила біля берега на тлі кам'янистої відталої тундри білу яскраву пляму прямокутної форми, яка виявилася дахом землянки, пофарбованої білою фарбою. Як стало відомо з документів, виявлених в землянці, на острів була висаджена метеорологічна група з 10 осіб під керівництвом лейтенанта А. Макуса і наукового керівника В. Дресса. Експедиція почала свою роботу 15 жовтня 1943 року. У штаті групи був і професійний мисливець — Вернер Бланкенбург, який підстрелив великого білого ведмедя. Весь персонал станції, отруївшись ведмежим м'ясом, захворів трихінельозом та був евакуйований на літаку Фокке-Вульф FW 200.
У 1981 році була введена в лад прикордонна застава «Нагурська».
19 квітня 1991 року була закрита метеостанція на Землі Олександри, морська гідрометеорологічна станція була закрита в 1997 році.
12 жовтня 2004 року на Землі Олександри встановили пам'ятну дошку «в знак того, що тут, на „Нагурській“, Земля Франца-Йосифа, буде створена перша російська база, з якої починається освоєння Арктики в XXI столітті». У 2006 році з Архангельська на острів Олександри транспортними кораблями було доставлено 200 тонн будматеріалів і 24 одиниці техніки. До 2008 року був відкритий новий адміністративно-житловий комплекс в Нагурському.
12 вересня 2008 року в Нагурському пройшло виїзне засідання Ради безпеки Росії. Воно було присвячене «питаням нарощування присутності Росії в Арктиці».
У квітні 2013 року в Нагурському був встановлений автоматичний метеорологічний комплекс.
Аеродром «Нагурське» увійшов до числа 13 аеродромів, що мали бути відновлені для використання в зв'язку зі створенням 1 грудня 2014 року Об'єднаного стратегічного командування «Північ». Було передбачено базування радіотехнічних підрозділів сил ППО і ВПС.
У 2014 році з чотирьох островів архіпелагу Земля Франца-Йосипа планувалося вивезти близько 8 тисяч тонн сміття — зокрема, старі будівлі та споруди, які давно непридатні для житла, кинуту техніку, металобрухт, побутові та промислові відходи тощо.

## Аеродром

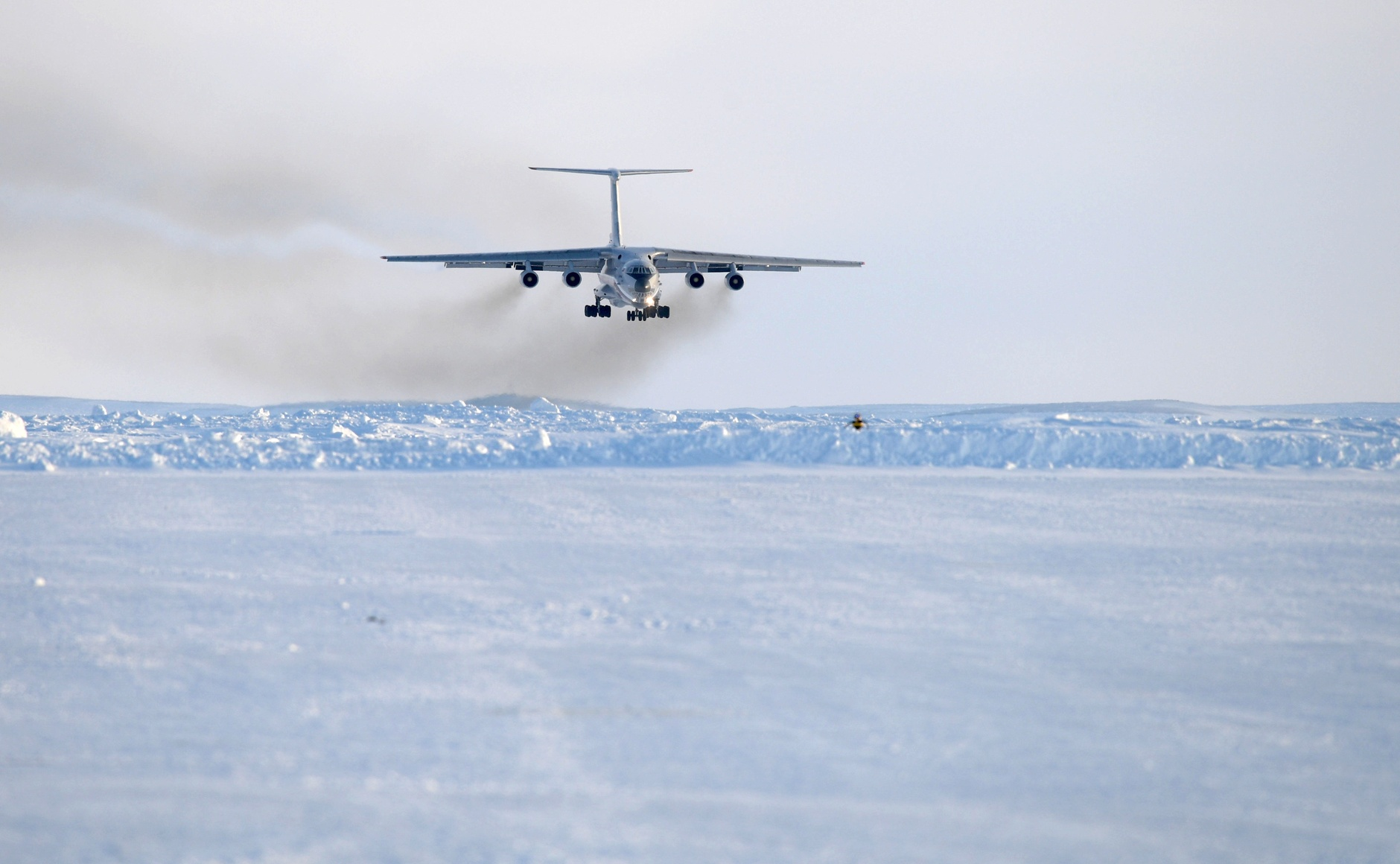

Польоти на «Нагурське» вважалися одними з найважчих в полярній авіації. У книзі Кравченка Е. Д. і Карпія В. М. «З Антарктидою — тільки на „Ви“» описано, що злітно-посадкова смуга аеродрому починалася на березі, йшла по вузькій кам'яній гряді, що дуже нагадує стовбур дерева, за що та отримала у льотчиків прізвисько «колода». Злітно-посадкова смуга «Нагурське» мала вигин посередині.
Складнощі з посадкою і зльотом на «Нагурському» були й влітку, і взимку: так, влітку по обидва боки смуги відтавала земля і відкривався пісок-зибун, взимку сніг по обидва боки «колоди» вкочували, але повністю вирівняти схили не вдавалося й існував ризик, що літак знесе під ухил. При цьому злітати та сідати на «Нагурське» можна було тільки з боку моря, оскільки інший кінець смуги майже упирався у високі льодовики, з піків і вершин яких, стихаючи, зривався сильний різкий вітер.
Польоти на «Нагурський» відбувалися на Іл-14, Іл-18, Ан-26, Ан-72, Іл-76.
До модернізації злітна смуга «розкисала» протягом літніх місяців, тому аеродром працював тільки впродовж зими, яка тут триває близько 10 місяців.

## Факти

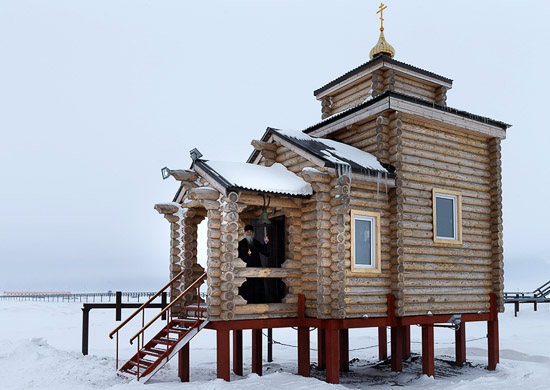

- На території Нагурського знаходиться найпівнічніший православний храм у світі — Нікольський храм на Землі Франца-Йосифа. Храм був побудований у 2008 році. Також у 2008 році на території Нагурського був встановлений пам'ятник святому Миколаю Чудотворцю.[10]

## Події
- 5 травня 1988 на аеродромі Нагурське відбулася різка зміна вітру при посадці, в результаті якої розбився Ан-26. Жертв не було.[14]
- 23 грудня 1996 року в аеродромі Нагурський розбився при посадці літак Ан-72, борт ФПС РФ.